# Гнів любові (фільм, 1917)
«Гнів любові» (англ. Wrath of Love) — американська драма режисера Джеймса Вінсента 1917 року.

## У ролях
- Вірджинія Пірсон — Рома Віннет
- Луїза Бейтс — Етель Кларк
- Ірвінг Каммінгс — Боб Лоусон
- Неллі Слеттері — місіс Лоусон
- Дж. Френк Глендон — Дейв Блейк
- Джон МакКанн — Кедді